# Artist vs. Poet
Artist vs. Poet is een Amerikaanse powerpopband uit Fort Worth (Texas), die eind 2007 werd opgericht door Jason Dean, Craig Calloway, Jeff Olsen, Patrick Rigden, Joe Kirkland, Joe Westbrook en Tarcy Thomason. Na veel veranderingen in de band bestaat Artist vs Poet uit Joe Kirkland, op zang, gitaar en keyboards, en Jason Dean, op bas en drums. Kirkland was ook een deelnemer in het derde seizoen van de Amerikaanse NBC realityshow The Voice.

## Bezetting
Huidige bezetting
- Joe Kirkland[3] (leadzang, keyboards, piano, 2011–heden; ritmegitaar, 2007-heden; leadgitaar, 2010-2011; 2014–heden; achtergrondzang, 2007-2011)
- Jason Dean[4] (basgitaar, 2007–heden; drums, percussie, 2011–heden)

Voormalige leden
- Jeff Olsen (leadgitaar, achtergrondzang, 2007)
- Craig Calloway[5] (leadgitaar, achtergrondzang, 2007–2010)
- Patrick Rigden (leadgitaar, achtergrondzang, 2007)
- Tarcy Thomason[6] (leadzang, 2007–2011)
- Joe Westbrook[7] (drums, percussie, 2007–2011)
- Dylan Stevens (leadgitaar, achtergrondzang, 2011-2014)

## Geschiedenis
Na de ondergang van zijn vorige band Enter the Collector adverteerde leadzanger Tarcy Thomason op MySpace.com met het starten van een akoestisch project in de herfst van 2007. Leadgitarist/achtergrondzanger Craig Calloway was de eerste die reageerde. Ze schreven muziek en bouwden het project snel om tot een volledige band. Drummer Joe Westbrook voegde zich bij de band, net als bassist Jason Dean en ten slotte ritmegitarist en achtergrondzanger Joe Kirkland. In 2008 werden ze gecontracteerd door Fearless Records. Artist vs. Poet brachten hun debuut, de titelloze ep uit in november 2008, opgenomen door producent Mike Green, die heeft gewerkt met Paramore, The Higher en Danger Radio. Hun nummers stonden op MTV's The Real World en Parental Control. Alternative Press noemde ze een van de 100 bands die je moet kennen, in zowel 2009 als 2010. Er werd aangekondigd dat Craig Calloway op 23 september 2010 de band zou verlaten tijdens een live ustream-chat.
De band reisde door het hele land om hun album te ondersteunen en maakte deel uit van de Atticus Walk the Plank Tour met A Change of Pace en The Classic Crime. Ze hebben ook getoerd met My American Heart, The Graduate, Danger Radio, Mayday Parade, Breathe Carolina, Go Radio, The Maine, We the Kings en waren ook op de Guys Guys Guys Tour met Sing It Loud, The Summer Set, The Morning Light en The Friday Night Boys. AVP speelde de hele zomer op de Vans Warped Tour 2010 en toerde in het najaar van 2010 op de Fearless Friends Tour. Ze brachten hun tweede ep Damn Rough Night uit tijdens een tournee met Forever the Sickest Kids in 2009. Hun eerste volledige album Favorite Fix werd in maart 2010 uitgebracht bij Fearless Records. Favorite Fix bereikte #17 in de Billboard Heatseekers hitlijst. Artist vs. Poet behandelde Lady Gaga's nummer Bad Romance voor het album Punk Goes Pop 3.
Medio 2011 kondigde Artist vs. Poet aan dat zanger Tarcy Thomason en drummer Joe Westbrook de band zouden verlaten. Thomason om meer tijd met zijn vrouw en kind door te brengen en Westbrook om verder onderwijs te volgen. Hoofdgitarist Craig Calloway had de band al eerder verlaten, waardoor alleen bassist Jason Dean en ritmegitarist Joe Kirkland overbleven. Dean en Kirkland vonden dat ze een belangrijk genoeg onderdeel van AvP waren om de band in leven te houden. Nieuwe leadzanger, ritmegitarist en toetsenist zou Joe zijn en er werd een nieuwe leadgitarist en achtergrondzanger toegevoegd genaamd Dylan Stevens, die de band ontmoette via een vriend, Jason zou bassist en drummer zijn. Ze plaatsten recentelijk op de tumblr van de band een stempoll voor fans om te stemmen welk nummer de band zou moeten coveren. Artist vs. Poet zou het winnende nummer opnemen/uitbrengen. Als gevolg hiervan coverde de band Jason Derülo's Ridin 'Solo, Taylor Swift's Mean, Nicki Minaj's Super Bass en Carly Rae Jepsen's Call Me Maybe.
De band werd op 7 december 2011 door het label vrijgegeven, waarbij de band hun eigen verklaring uitbracht. De band bracht vervolgens de kerst-ep Naughty or Nice onafhankelijk uit. Ze verhuisden begin 2012 naar Los Angeles. Ze brachten op 25 april 2012 het akoestische album Remember This uit, dat acht originele nummers bevat, waaronder Leavin 'In the Morning met Mat Musto als zwarte beer. Ze brachten het full-bandalbum Keep Your Secrets uit op 8 januari 2013 met acht originele nummers en brachten hun akoestische album Remember This (Anniversary Edition) op 26 april opnieuw uit, met alle nummers van dat album in full-band arrangement, evenals de twee nieuwe nummers The Remedy en Whisky > Problems. Ze brachten Sleep EP uit, een mix van opnieuw bedachte oude nummers en nieuw materiaal, op 21 september 2013 en Sake of Love, met alleen nieuwe nummers, op 3 maart 2014. Op 8 december 2014 kondigde de band aan dat Medicine zou worden uitgebracht op 16 december 2014, na verschillende nummers te hebben uitgebracht, waaronder Medicine, Sincerely Me, Break Away en Kids Again via Soundcloud.

## Discografie
- 2010: Favorite Fix
- 2012: Remember This
- 2013: Keep Your Secrets
- 2013: Remember This (Anniversary Edition)
- 2014: Sake of Love
- 2014: Medicine